# Moussa Djitté
Moussa Kalilou Djitté (* 4. Oktober 1999 in Diattouma) ist ein senegalesischer Fußballspieler.

## Karriere

### Verein
Djitté begann im Jahr 2016 beim ASC Niarry Tally zu spielen. Im Sommer 2018, nach zwei Jahren dort, wechselte er in die Schweiz zum FC Sion. Direkt am ersten Spieltag der Saison 2018/19 spielte er über 90 Minuten gegen den FC Lugano und gab somit sein Profidebüt. Im Spiel darauf schoss er gegen den FC St. Gallen, erneut in der Startelf stehend, beim 4:2-Sieg sein erstes Tor im Profibereich überhaupt. Bei Sion war Djitté, wenn er nicht verletzungsbedingt ausfiel, gesetzt und kam in jener Saison zu wettbewerbsübergreifend 26 Einsätzen und fünf Toren.
Daraufhin wurde er im Sommer darauf ablösefrei vom französischen Zweitligisten Grenoble Foot verpflichtet. Hier spielte er am ersten Ligaspieltag gegen EA Guingamp eine Halbzeit und schoss bei dem 3:3-Unentschieden direkt seine ersten beiden Tore für den Klub. In der etwas verkürzten Saison 2019/20 schoss er insgesamt sieben Tore in 25 von 28 möglichen Spielen. Auch in der Spielzeit 2020/21 war er absolut gesetzt und schoss acht Tore in 35 Partien in der Ligue 2. Mit seiner Mannschaft schaffte er es sogar bis in die Aufstiegsplayoffs, scheiterte dort jedoch am FC Toulouse.
Anschließend verließ er Frankreich wieder und wechselte  für anderthalb Millionen Euro in die Major League Soccer zum Austin FC. Bei einer 3:5-Niederlage gegen den FC Dallas wurde er am 17. Spieltag der Saison 2021 das erste Mal eingesetzt. Bei einem 2:0-Sieg gegen LA Galaxy stand er in der Startelf und schoss direkt sein erstes Tor auf US-amerikanischem Boden. Bei Austin war er zunächst nicht gesetzt, wurde jedoch immer wieder eingewechselt und so spielte er 2021 noch 13 von 22 Ligapartien. In der MLS-Saison 2022 spielte Djitté insgesamt 20 Mal, wobei er fünfmal traf. Mit seinem Verein schaffte er es dabei in die Ligaplayoffs, wo er einmal traf und mit seiner Mannschaft im Halbfinale am Los Angeles FC scheiterte. In der Hauptsaison gelang ihm gegen Real Salt Lake bei einem 3:0-Sieg am 35. Spieltag innerhalb von nur 20 Minuten ein lupenreiner Hattrick.
Noch vor Beginn der Spielzeit 2023 wurde er im Januar 2023 zurück nach Frankreich an den Erstligisten AC Ajaccio verliehen. Dort kam er jedoch lediglich auf sechs Einsätze. Anschließend folgte eine einjährige Leihe an den türkischen Zweitligisten Bandırmaspor, bei dem er mit 13 Toren in 31 Ligaspielen eine starke Saison spielte. Eine Rückkehr in die USA erfolgte danach nicht – stattdessen wechselte Djitté ablösefrei dauerhaft zu Gençlerbirliği Ankara. Für den Hauptstadtklub blieb er allerdings nur ein halbes Jahr aktiv, bevor er im Anschluss nach Saudi-Arabien zum al-Faisaly FC weiterzog.

### Nationalmannschaft
Djitté kam im Jahr 2017 zu fünf Einsätzen und zwei Toren für das senegalesische U20-Nationalteam. Mit jener Mannschaft spielte er beim WAFU Cup of Nations 2017 mit. Zudem kam er ein Jahr später zu einem Einsatz für die U23-Mannschaft, als er gegen Marokko auch traf.